# Dombrava
Dombrava is een plaats in Slovenië en maakt deel uit van de gemeente Renče-Vogrsko in de NUTS-3-regio Goriška. De plaats telde 57 inwoners op 1 januari 2020.